# Massimo Bruno
Massimo Bruno (* 17. September 1993 in Boussu) ist ein belgischer Fußballspieler italienischer Abstammung, der seit Ende August 2018 bei Sporting Charleroi unter Vertrag steht.

## Karriere

### Vereine

#### Anfänge
Massimo Bruno wurde als Sohn italienischer Eltern – seine Mutter kommt aus Neapel und sein Vater aus Sizilien – in der Provinz Hennegau geboren. Bruno begann in Frameries mit dem Vereinsfußball, wurde aber schnell von RAEC Mons entdeckt. Im Jahr 2002 zog er nach Anderlecht, wo er für vier Jahre unter Jugendtrainer Frédéric Peiremans beim RSC spielte. Mit zwölf Jahren erlitt er eine schwere Fersenverletzung, die ihn vier Monate außer Gefecht setzte und aufgrund eines Wachstumsschubs entstand. 2006 wechselte er zurück nach Mons, um dort eine berufliche Ausbildung zu beginnen. Im Jahr 2009 holte ihn Sporting Charleroi an die Sambre, wo er auch am 23. März 2011 sein Jupiler-Pro-League-Debüt gegen Cercle Brügge gab.

#### RSC Anderlecht
Zur Saison 2011/12 wechselte Bruno zum RSC Anderlecht und unterschrieb dort seinen ersten Profivertrag. Sein Debüt er am 12. August 2012 erneut gegen Cercle Brügge, als er in der 85. Minute für Dieumerci Mbokani eingewechselt wurde. Sein erstes Tor in der Jupiler League erzielte er beim 2:2 gegen KRC Genk am 2. September 2012. In diesem Jahr debütierte er auch in der belgischen U-21-Nationalelf. In den beiden folgenden Spielzeiten avancierte er zum Stammspieler beim RSC Anderlecht und wurde auch in der UEFA Champions League eingesetzt.

#### Über Leipzig nach Salzburg
Am 15. Juni 2014 gab der österreichische Bundesligist FC Red Bull Salzburg die Verpflichtung von Bruno bekannt. Nach Vereinsangaben erhielt er einen Fünfjahresvertrag bis zum 30. Juni 2019. Später ging allerdings aus der Transferliste der DFL hervor, dass der deutsche Zweitligaaufsteiger – und ebenfalls von Red Bull betriebene Klub – RB Leipzig Bruno vom RSC Anderlecht verpflichtet und für die Saison 2014/15 an den FC Red Bull Salzburg ausgeliehen hatte. Laut Sportdirektor Ralf Rangnick belief sich die Ablösesumme auf fünf Millionen Euro plus Bonuszahlungen.

#### Rückkehr nach Leipzig und
Ab der Saison 2015/16 stand Bruno im Kader des Zweitligisten RB Leipzig. Sein Bundesligadebüt gab er am 28. August 2016 (1. Spieltag) beim 2:2 im Auswärtsspiel gegen die TSG 1899 Hoffenheim.

#### RSC Anderlecht
Am 30. August 2016 wechselte Bruno auf Leihbasis zurück zu seinem ehemaligen Klub RSC Anderlecht. In der Saison 2016/17 kam er in der regulären Saison auf 23 Einsätze, in denen er drei Treffer erzielte. In den anschließenden Playoffs um die Meisterschaft, in denen man vor dem Vorjahresmeister FC Brügge die Meisterschaft erringen konnte, kam er fünfmal zum Einsatz und erzielte ein Tor. In der Saison 2017/18 kam Bruno zu 14 Einsätzen in der regulären Saison, in denen er zwei Treffer erzielte. In den Playoffs um die Meisterschaft, die der RSC Anderlecht als Dritter hinter dem FC Brügge und Standard Lüttich abschloss, wurde er dreimal eingesetzt.

#### Rückkehr nach Leipzig und Charleroi
Im Sommer 2018 kehrte Bruno zunächst nach Leipzig zurück. Dort kam er in der Qualifikation zur UEFA Europa League zu einem Einsatz. Am 31. August 2018 kehrte Bruno zu Sporting Charleroi zurück.

### Nationalmannschaft
Seit 2009 war Bruno für belgische Jugendnationalteams im Einsatz. Eine Teilnahme bei einer Jugend-EM oder WM blieb ihm verwehrt.

## Erfolge
- 3 × belgischer Meister: 2013, 2014, 2017
- 2 × belgischer Supercup-Sieger: 2012, 2013
- 1 × Österreichischer Meister 2015
- Aufstieg in die Bundesliga 2016 (mit RB Leipzig)